# Stèle funéraire
Pour les articles homonymes, voir Stèle#Les stèles funéraires, Stèle funéraire en bois et Stèle funéraire de Niederdollendorf.
Stèle funéraire, op. 224, est une œuvre pour un flûtiste jouant trois flûtes (piccolo, grande flûte et flûte en sol) de Charles Koechlin composée en 1950.

## Présentation
Stèle funéraire est composée en mars 1950. Écrite l'année de la mort de Charles Koechlin, « dans la douceur de sa résidence méridionale du Canadel », c'est l'une de ses dernières compositions.
L'œuvre, composée « en hommage à la mémoire de Paul Dommel », homme politique alsacien ami de Koechlin, est destinée à un flûtiste jouant trois flûtes : la petite flûte, la grande flûte et la flûte en sol. Elle est créée le 19 avril 1970 à la Maison des jeunes et de la culture (MJC) de Verrières-le-Buisson, par Pierre-Yves Artaud.
La partition est publiée par Eschig en 1969.

## Analyse
Dans Stèle funéraire, Koechlin explore le timbre de l'instrument : le flûtiste joue d'abord la flûte en sol (flûte alto), puis la petite flûte (piccolo), puis la grande flûte, avant de revenir à la flûte en sol.
Pour Robert Orledge, c'est « une monodie pratiquement atonale, peut-être la plus profonde, la plus intimement émotionnelle jamais écrite par Koechlin ». La pièce, « remarquable » pour le musicologue, « repose presque entièrement sur ses six premières notes chromatiques et leur inversion ».
La partition commence « par une musique sinueuse, faite de notes rapprochées sur la flûte alto ». Au cours du morceau, les seuls véritables sauts mélodiques ne se produisent que lorsqu'un autre membre de la famille des flûtes prend le relais. Orledge relève que « les lentes ondulations chromatiques, qui parcourent toute l'étendue des registres de la famille des flûtes, créent un sentiment de chagrin presque oppressant ». Et de conclure : « La pièce se déploie si naturellement, avec une telle ampleur, qu'on ne remarque pas l'extrême ingéniosité de sa construction : en effet, le matériau musical employé ne se répète jamais sur le même instrument ; quant aux points culminants, ils ne résultent que des fluctuations de hauteur des notes ». 
Stèle funéraire, d'une durée moyenne d'exécution de sept minutes environ, porte le numéro d'opus 224 dans le catalogue des œuvres de Charles Koechlin. 

## Discographie
- Charles Koechlin : Musique de chambre, CD 3, Peter Thalheimer (flûtes), SWR Music SWR19047CD, 2017[5],[6].

### Monographies
- Aude Caillet, Charles Koechlin : L'Art de la liberté, Anglet, Séguier, coll. « Carré Musique », 2001, 214 p. (ISBN 2-84049-255-5).
- Robert Orledge, Charles Koechlin (1867-1950) His Life and Works, Harwood Academic Publishers, 1989, 457 p. (ISBN 3-7186-4898-9).